# Roland Garrigues
Pour les articles homonymes, voir Garrigues.
Roland Garrigues, né le 1er janvier 1953 à Montauban, est un auteur et homme politique français, membre du Parti socialiste (PS). Il est maire de Montauban de 1994 à 2001, député de 1997 à 2002 et conseiller général du canton de Montauban-1 de 2004 à 2015.

## Biographie

### Vie professionnelle
Roland Garrigues commence sa vie professionnelle dans l'une des plus importantes coopératives fruitières régionales, Blue Whale, où il est commercial France puis export, directeur commercial et enfin directeur zone Europe jusqu'en 1992. En 1993, il crée son entreprise Albafruit, à Montauban. En 2002, il crée la Sarl d’Euroconsul et le Groupement européen d’intérêt économique Fruitnet dont il assume la présidence depuis 2008.

### Vie politique

#### De la mairie à la députation
Roland Garrigues est adjoint au maire socialiste de Montauban, Hubert Gouze, jusqu'au 3 septembre 1994, quand il est élu pour lui succéder. L'année d'après, il conserve la mairie à gauche lors des élections municipales.
Aux élections législatives anticipées des 25 mai et 1er juin 1997, il se présente dans la première circonscription de Tarn-et-Garonne, contre le sortant Jean-Pierre Cave, membre de l'UDF. Il le défait au second tour et entre alors à l'Assemblée nationale, où il siège à la commission de la Défense nationale et des Forces armées.
Candidat à sa propre succession aux élections municipales des 11 et 18 mars 2001, il arrive en tête du premier tour en rassemblant 46,07 % des voix, contre 42,56 % à la liste emmenée par la secrétaire départementale du RPR, Brigitte Barèges, et 11,37 % à la liste du Front national. Au second tour, la liste de droite s'impose toutefois avec 51,41 % des voix, contre 44,06 % à celle du maire sortant et 3,93 % au FN, conduisant à la première alternance depuis 1965. Il est à nouveau candidat en 2014. Il est battu lors d'une triangulaire : sa liste est devancée au seconde tour par la liste de Brigitte Barèges ; il devance la liste FN. Il démissionne alors du conseil municipal de Montauban,
Lors des élections législatives des 9 et 16 juin 2002, il est distancé au premier tour par Brigitte Barèges, avec 32,35 % des suffrages contre 38,95 % à son adversaire. Au second tour, il est nettement battu avec 45,85 % des voix.

#### Conseiller général de Montauban
Il se présente, en mars 2004, dans le canton de Montauban-1, qui comprend le nord-ouest de la ville-préfecture, ainsi que les communes de Lamothe-Capdeville et Villemade. Au premier tour, avec 30,72 % des voix, il devance de vingt suffrages seulement le sortant Alain Gabach, de l'UMP. Il l'emporte nettement au second tour, avec 56,32 %.
Aux élections législatives des 10 et 17 juin 2007, il se représente afin de reprendre son ancienne circonscription. Au premier tour, il réalise un score de 31,18 % et est nettement devancé par Brigitte Barèges, qui recueille 42,07 % des suffrages. Il échoue de peu, une semaine plus tard, avec 49,19 % des voix et à moins de mille voix de retard. Il est ensuite réélu sans difficulté au second tour des élections cantonales des 20 et 27 mars 2011 en remportant 63,65 % des voix contre son prédécesseur et adversaire de 2004, Alain Gabach.

### Activités littéraires et culturelles
Parallèlement à ses mandats politiques, Roland Garrigues est aussi auteur d'essais politiques, de récits et de poèmes :
- Miroir aux alouettes, Éditions du Réveil, Montauban,
- ...Et passent les semaines..., Éditions du Réveil, Montauban,
- A bel Talh, (Comme ça), dessins de Bernard Manciet, Editions Réciproques, Montauban, 2006 : Ouvrage bilingue de poésies occitanes traduites en français par Norbert Sabatié,
- Gianni, Éditions du Réveil, Montauban, 2008 : Récit de vie,
- Flavio de Faveri, un destin sculpté, Éditions du Réveil, Montauban, 2011 : Récit de la vie de l'artiste avec de nombreuses photographies de ses sculptures.
- Lettre à Montauban, Editions du Réveil, Montauban, 2013 ; où l'auteur présente sa vision et ses espérances pour la ville.

Roland Garrigues est élu membre titulaire de l'Académie de Montauban et prononce son discours de réception le 6 mai 2013 (le retour à Rome de M. Ingres).